# Аризема извилистая
Аризе́ма изви́листая (лат. Arisaéma tortuosum) — многолетнее травянистое клубнелуковичное растение, вид рода Аризема (Arisaema) семейства Ароидные (Araceae).

## Ботаническое описание
Растение может достигать 2 м высотой.
Клубни 2—6 см в диаметре, с толстоватыми корнями вокруг почки возобновления.
Листья в числе 2—3, дольчатые, разделены на 5—17 эллиптических листочков 15—20 см длиной.
Покрывало зелёное, сверху иногда пурпурное, 10—18 см длиной, у основания воронковидное, далее прямое, потом сводообразно согнутое. Отличается выглядывающим из покрывала фиолетовым или зелёным соцветием в виде початка, похожим на кнут, достигающим 30 см в длину. Цветки могут быть мужскими или двудомными.
Плоды сначала зелёные, при созревании краснеют.

## Распространение
Встречается в Азии (Китай: юго-запад провинции Сычуань, юг Тибета, северо-запад провинции Юньнань; Бутан, Индия, Непал, Пакистан: район Гималаев, Шри-Ланка, север Мьянмы).